# Фини, Марк
Марк Фини (англ. Mark Feeney, род. 28 июля 1957, Уинчестер, Массачусетс) — писатель и обозреватель по искусству в The Boston Globe на протяжении более четырёх десятилетий. Он является автором двух книг: «Никсон в кино» (2004) и «Никсон и серебряный экран» (2012). Фини — уроженец Кембриджа, штат Массачусетс.

## Жизнь и работа
Фини окончил Гарвард в 1979 году, получив диплом с отличием по истории и литературе. С тех пор он работал в Globe Magazine исследователем, репортёром, обозревателем, редактором и штатным автором. 
Он преподавал в Йельском (2010), Брандейском, Принстонском (2007) и Брауновском (2014) университетах. Весной 2014 года он был научным сотрудником Института свободных искусств по журналистике в Бостонском колледже.
Финалист Пулитцеровской премии 1994 года за лучшую очерковую работу, он получил Пулитцеровскую премию 2008 года за критику за «проницательное и разностороннее владение изобразительным искусством — от кино и фотографии до живописи». В 2009 году он был удостоен звания выдающегося писателя в Университете штата Пенсильвания. В 2010 году он прочитал выдающуюся лекцию имени Кларисы Смит по американскому искусству в Смитсоновском музее американского искусства.

## Награды и признание
- 1994 — Финалист Пулитцеровской премии за лучшую статью о президенте Никсоне[8]
- 2008 — Пулитцеровская премия за критику за владение изобразительным искусством[5]
- 2009 — Выдающийся писатель Фостера, Университет штата Пенсильвания[9][11]
- 2010 — Приглашённый журналист Фонда Алана Миллера, Университет Мэна в Ороно[7]
- 2010 — Выдающийся преподаватель американского искусства им. Кларисы Смит, Смитсоновский музей американского искусства[10]

## Публикации
- Nixon at the Movies. Chicago, IL: University of Chicago Press, 2004. ISBN 978-0226239682.
- Nixon and the Silver Screen. Chicago, IL: University of Chicago Press, 2013. ISBN 978-0226049236.